# Lamoha noar
Lamoha noar är en kräftdjursart som först beskrevs av A. B. Williams 1974.  Lamoha noar ingår i släktet Lamoha och familjen Homolidae. Inga underarter finns listade i Catalogue of Life.